# Caio Fernando Abreu
Caio Fernando Loureiro d'Abreu (Santiago, 12 de setembre de 1948 — Porto Alegre, 25 de febrer de 1996) va ser un periodista i escriptor brasiler.
Nomenat com un dels exponents de la seva generació, la seva obra, escrita en un estil molt personal, parla de sexe, por, mort i, principalment, d'angustiant solitud. Presenta una visió dramàtica del món modern i és considerat un "fotògraf de la fragmentació contemporània". Abreu era homosexual.
Va cursar Lletres i arts escèniques a la Universitat Federal de Río Grande do Sul, però va abandonar tots dos per escriure per a revistes d'entreteniment, com Nova, Manchete, Vexa i Pop. El 1968, va ser perseguit pel DOPS, i es va refugiar a la casa de l'escriptora Hilda Hilst, en Campinas. Al començament dels anys setanta es va exiliar per un any a Europa, on va estar en diferents països, com Anglaterra, Suècia, França, Països Baixos i Espanya.
El 1983, es va mudar de Porto Alegre a Rio de Janeiro i, el 1985, a São Paulo. Va tornar a França el 1994 i va tornar al seu país en el mateix any, en descobrir que era portador del Virus de la immunodeficiència humana. Va morir dos anys després, a Porto Alegre, on vivia amb els seus pares i es dedicava a tasques com la jardineria. En morir va deixar inèdita l'obra Ovelhas negres.
La seva obra Onde andará Dulce Veiga? (Per on deu anar la Dolça Veiga?) va ser publicada i traduïda a França, Argentina, Itàlia, Alemanya i Països Baixos. Es va realitzar una pel·lícula basada en la mateixa l'any 2008.

## Obra
- 1970 Inventário do irremediável, contes. Premio Fernando Chinaglia da UBE (União Brasileira de Escritores).
- 1971 Limite branco, novel·la.
- 1975 O ovo apunhalado, contes.
- 1977 Pedras de Calcutá, contes.
- 1982 Morangos mofados, contes.
- 1983 Triângulo das águas, contes. Premi Jabuti de la Cámara Brasilera del Llibre al millor libre de contes.
- 1988 As frangas, novel·la infanto-juvenil. Medalla Altamente Recomendable de la Fundación Nacional del Libro Infanto-Juvenil.
- 1988 Os dragões não conhecem o paraíso, contes. Premi Jabuti de la Cámara Brasileña del Libro al mejor libro de cuentos. Traducido al italiano en el 2008.
- 1988 A maldição do Vale Negro, obra de teatre. Premi Molière d'Air France per a dramatúrgia nacional.
- 1990 Onde andará Dulce Veiga?, novel·la. Premi APCA (Associació Paulista de Crítics d'Art) per a novel·la. Traduïda a l'italià el 1993.
- 1994 Bien loin de Marienbad, novel·la. Traduït a l'italià el 1995.
- 1995 Ovelhas negras, contes.
- Mel & girassóis, antologia.
- 1996 Estranhos estrangeiros, contes.
- 1996 Pequenas Epifanias, cròniques (1986/1995).
- 1997 Teatro completo.
- 2002 Cartas, correspondència.

Teatre
- O homem e a mancha
- Zona contaminada

Traducció
- A arte da guerra, de Sun Tzu, 1995 (amb Miriam Paglia).